# Sándor Weöres
Sándor Weöres (22. června 1913 Szombathely – 22. ledna 1989 Budapešť) byl maďarský básník a překladatel.
Narodil se v Szombathely, vyrůstal ale v nedaleké vesnici Csönge. První básně publikoval již ve čtrnácti letech, když je přijal Mihály Babits k otištění ve vlivném časopise Nyugat. Weöres pak navštěvoval univerzitu v Pécsi, nejprve studoval právo, poté přešel na geografii a historii. Nakonec získal doktorát z filozofie a estetiky. Jeho disertační práce Zrození básně byla publikována v roce 1939.
V roce 1937 uskutečnil první ze svých cest do zahraničí, nejdříve do Manily na eucharistický kongres a poté navštívil Vietnam a Indii. Zde se seznámil s východními filozofiemi, které ho silně ovlivnily. Během druhé světové války byl povolán k nuceným pracím, ale nebyl poslán na frontu. Po skončení války se vrátil do Csönge a krátce pracoval jako zemědělec. V roce 1948 znovu vycestoval do zahraničí a do roku 1949 pobýval v Itálii. V roce 1951 se usadil v Budapešti, kde pobýval po zbytek svého života. Nástup stalinismu v Maďarsku po roce 1948 Weörese umlčel, neboť odmítl tvořit ve vyžadovaném uměleckém směru - socialistickém realismu. Do roku 1964 mohl publikovat jen výjimečně. Věnoval se v té době zejména překladům, překládal do maďarštiny Tarase Ševčenka, Šotu Rustaveliho, Otona Župančiče, Edwarda Leara, Lewise Carrolla nebo Stéphana Mallarmého. Přeložil také například Shakespearova Jindřicha VIII., Pustou zemi T. S. Eliota nebo Tao te ťing. Od vydání sbírky Tűzkút v roce 1964 začal být režimem tolerován. V roce 1970 obdržel Kossuthovu cenu. Za čtyři roky poté Rakouskou státní cenu za evropskou literaturu.
Mnoho Weöresových básní bylo zhudebněno, například Zoltánem Kodálym nebo György Ligetim, osobním přítelem básníka. V roce 1980 maďarský filmař Gábor Bódy natočil film na motivy patrně nejslavnější Weöresovy básně Psyché, pod názvem Nárcisz és Psyché.

### Vyšlo česky
- Ze džbánu nekonečna, 1978

- Věž mlčení, 2003

### Vyšlo slovensky
- Znamenia, 1973

- Keby bol svet drozdom, 1988